# Nationaal Biografisch Woordenboek
Le Nationaal Biografisch Woordenboek (NBW, en français : Dictionnaire biographique national) est un ouvrage de référence biographique rédigé en néerlandais et publié par les trois académies flamandes : la Koninklijke Vlaamse Academie van België voor Wetenschappen en Kunsten (sciences et arts), la Koninklijke Academie voor Nederlandse Taal- en Letterkunde (langue et lettres néerlandaises) et la Koninklijke Academie voor Geneeskunde van België (nl) (médecine). Le dictionnaire contient les biographies de Belges décédés connus (et moins connus) et de personnes résidant sur le territoire de la Belgique actuelle.

## Origine
Les membres de la nouvelle Académie royale flamande des sciences, des lettres et des arts découvrent en 1938 que la Biographie nationale de l'époque, rédigée en français, publiée par une Académie royale de Belgique officiellement bilingue depuis 1866, accorde beaucoup trop peu d'attention aux personnes de la partie flamande du pays. On décide de combler cette lacune en publiant un dictionnaire biographique national en néerlandais.
La Seconde Guerre mondiale retarde considérablement ces plans. En 1952, une nouvelle proposition est formulée par l'Académie royale flamande, invitant les deux autres académies flamandes à participer au projet.
Il faut attendre 1961 avant que les crédits nécessaires ne soient accordés et que le Nationaal Biografisch Woordenboek puisse être lancé. Des listes de personnes à mentionner dans l'ouvrage de référence sont immédiatement dressées et, à partir de 1962, des auteurs sont sélectionnés pour rédiger les biographies. Le premier tome du NBW est publié en 1964.

## Publications
Un tome est publié en moyenne tous les deux ans jusqu'en 1992. Un seul tome parait ensuite en 1996, suivi d'une période de réflexion. Jusqu'à cette époque, le Nationaal Biografisch Woordenboek est toujours rédigé selon le concept de la Biographie nationale. Or, l'Académie francophone a déjà abandonné la Biographie nationale en 1986 et a commencé à publier la Nouvelle biographie nationale en 1988 selon un nouveau concept, tant en termes de contenu que de style.
Après mure réflexion, on décide de poursuivre la publication du Nationaal Biografisch Woordenboek, mais sous une forme plus moderne et adaptée. Le tome suivant est publié en 2002 et à partir de là, il est de nouveau prévu de publier un tome en moyenne tous les deux ans.
Le tome 20 est publié en décembre 2011 à l'occasion du 50e anniversaire du Nationaal Biografisch Woordenboek. Le 22e tome est publié en novembre 2016. Les tomes 1 à 10 sont disponibles en ligne depuis 2009.

## VIGES
Afin de donner au Nationaal Biografisch Woordenboek une structure plus solide pour l'avenir, la Koninklijke Vlaamse Academie van België voor Wetenschappen en Kunsten et la Koninklijke Academie voor Nederlandse Taal- en Letterkunde décident de créer l'Institut flamand d'histoire (Vlaams Instituut voor Geschiedenis, en abrégé : VIGES), sous la direction de l'historienne Els Witte. Cependant, le VIGES est dissous le 31 décembre 2012, de sorte que l'édition du Nationaal Biografisch Woordenboek est de nouveau publiée par les académies.